# Mandasiá
Mandasiá (Mantasia) är en ort i Grekland.   Den ligger i prefekturen Fthiotis och regionen Grekiska fastlandet, i den centrala delen av landet, 170 km nordväst om huvudstaden Aten. Mandasiá ligger 472 meter över havet och antalet invånare är 338.
Terrängen runt Mandasiá är kuperad åt nordost, men åt sydväst är den platt. Runt Mandasiá är det glesbefolkat, med 15 invånare per kvadratkilometer. Närmaste större samhälle är Fársala, 19,8 km norr om Mandasiá. Trakten runt Mandasiá består till största delen av jordbruksmark.